# Whiting (Vermont)
Whiting ist eine Town im Addison County des Bundesstaates Vermont in den Vereinigten Staaten mit 405 Einwohnern (laut Volkszählung von 2020).

## Geografie

### Geografische Lage
Whiting liegt westlich der Green Mountains in der fruchtbaren Ebene am Ostufer des Lake Champlain. Es ist in erster Linie landwirtschaftlich und zur Milchviehwirtschaft genutzt. Das Gelände ist weitgehend flach und ohne nennenswerten Erhebungen; der wichtigste Fluss ist der Otter Creek, der weite Teile der Westgrenze der Town bildet. Die Oberfläche ist eben, ohne nennenswerte Erhebungen.

### Nachbargemeinden
Alle Angaben als Luftlinien zwischen den offiziellen Koordinaten der Orte aus der Volkszählung 2010.
- Norden: Cornwall, 2,8 km
- Nordosten: Salisbury, 11,4 km
- Osten: Leicester, 12,6 km
- Südosten: Brandon, 15,4 km
- Süden: Sudbury, 4,9 km
- Südwesten: Orwell, 7,6 km
- Nordwesten: Shoreham, 11,5 km

### Klima
Die mittlere Durchschnittstemperatur in Whiting liegt zwischen −7,8 °C (18 °Fahrenheit) im Januar und 20,6 °C (69 °Fahrenheit) im Juli. Damit ist der Ort gegenüber dem langjährigen Mittel der USA um etwa 10 Grad kühler. Die Schneefälle zwischen Mitte Oktober und Mitte Mai liegen mit mehr als fünfeinhalb Metern etwa doppelt so hoch wie die mittlere Schneehöhe in den USA, die tägliche Sonnenscheindauer liegt am unteren Rand des Wertespektrums der USA, die Werte für den Zeitraum September bis Dezember sogar deutlich darunter.

## Geschichte
Whiting gehört zu den Landvergabe durch Gouverneur Benning Wentworth, den New Hampshire Grants. Es wurde am 6. August 1763 an eine Gruppe von 49 Interessenten um den Col. John Whiting aus Wrentham in Massachusetts verkauft und umfasste eine Fläche von etwa 9000 acres (etwa 36 km²). Die Besiedlung erfolgte verzögert; erst 1772 entstand der erste Hausbau; für Juni 1773 ist der Zuzug einer ersten Familie registriert.
Die Besiedlung wurde, wie in den Gemeinden der Umgebung auch, bei Beginn des Unabhängigkeitskrieges unterbrochen, die Siedler evakuiert. Nach dem Ende der Feldzüge wurde die Besiedlung aber unverzüglich wieder aufgenommen. 1785 fand die konstituierende Stadtversammlung statt.
Whiting wurde von Anbeginn bis zum heutigen Tag überwiegend landwirtschaftlich genutzt. Der Otter Creek konnte wegen geringen Fischbesatzes nicht zum Fischen genutzt werden: Durch die Fälle in Vergennes und Middlebury konnten Speisefische weder aus dem Lake Champlain noch aus dem Oberlauf des Flusses einwandern. Eine Expedition im Februar 1819 verbrachte eine Reihe von lebend gefangenen Fischen aus dem Lake Champlain in den Otter Creek oberhalb der Fälle bei Vergennes. Von den vielen Arten von Fischen, die auf diese Weise in den Fluss eingebracht worden waren, überlebte nur eine einzige die ersten Monate: Hechte. Von ihnen konnten bereits 1823 auf rund 2 Meilen Länge (etwa 3,5 km) 500 pound (etwa 200 Kilogramm) gefangen werden.
Im Bürgerkrieg wurden 42 Soldaten in Whiting für Dienstzeiten zwischen neun Monaten und drei Jahren verpflichtet, davon 15 vor der Mobilmachung von 1863. Die Anzahl der Verwundeten und Gefallenen ist nicht dokumentiert.
Mit dem Bau der Bahnstrecken durch Vermont (ab Ende der 1840er Jahre) begann auch in Whiting eine langsame, auch durch die Eröffnung der Bahnstrecke Leicester–Ticonderoga im Jahr 1871 nur vorübergehend gebremste Abwanderung aus der Ortschaft. Offenbar waren überwiegend die Gebiete im Westen mit ihren verheißungsvollen landwirtschaftlichen Nutzflächen das Ziel; von Abwanderungen in die Metropolen an der Ostküste ist nur selten die Rede. Whiting verblieb dadurch in einem rein landwirtschaftlich genutzten Status. Als 1953 der Betrieb auf der Bahnstrecke eingestellt wurde, änderte sich daran nichts; einzig der Transport der Produkte wurde auf die Landstraße verlagert. Bis auf den heutigen Tag ist die Landwirtschaft die bei weitem wichtigste Verdienstquelle in Whiting.

### Religionen
1799 wurde die erste Gemeinde in Whiting gegründet, gemeinsam von Baptisten und Kongregationalisten. Ihr gemeinsames Meeting House wurde zwischen 1811 und 1823 erbaut. 1828 kam auch eine methodistische Gemeinde dazu. Von diesen Glaubensgemeinschaften existiert heute nur noch die baptistische unter dem Namen Whiting Community Church.

### Einwohnerentwicklung
| Volkszählungsergebnisse - Town of Whiting, Vermont | Volkszählungsergebnisse - Town of Whiting, Vermont | Volkszählungsergebnisse - Town of Whiting, Vermont | Volkszählungsergebnisse - Town of Whiting, Vermont | Volkszählungsergebnisse - Town of Whiting, Vermont | Volkszählungsergebnisse - Town of Whiting, Vermont | Volkszählungsergebnisse - Town of Whiting, Vermont | Volkszählungsergebnisse - Town of Whiting, Vermont | Volkszählungsergebnisse - Town of Whiting, Vermont | Volkszählungsergebnisse - Town of Whiting, Vermont | Volkszählungsergebnisse - Town of Whiting, Vermont |
| Jahr                                               | 1700                                               | 1710                                               | 1720                                               | 1730                                               | 1740                                               | 1750                                               | 1760                                               | 1770                                               | 1780                                               | 1790                                               |
| -------------------------------------------------- | -------------------------------------------------- | -------------------------------------------------- | -------------------------------------------------- | -------------------------------------------------- | -------------------------------------------------- | -------------------------------------------------- | -------------------------------------------------- | -------------------------------------------------- | -------------------------------------------------- | -------------------------------------------------- |
| Einwohner                                          |                                                    |                                                    |                                                    |                                                    |                                                    |                                                    |                                                    |                                                    |                                                    | 250                                                |
| Jahr                                               | 1800                                               | 1810                                               | 1820                                               | 1830                                               | 1840                                               | 1850                                               | 1860                                               | 1870                                               | 1880                                               | 1890                                               |
| Einwohner                                          | 404                                                | 565                                                | 609                                                | 653                                                | 660                                                | 629                                                | 542                                                | 430                                                | 455                                                | 355                                                |
| Jahr                                               | 1900                                               | 1910                                               | 1920                                               | 1930                                               | 1940                                               | 1950                                               | 1960                                               | 1970                                               | 1980                                               | 1990                                               |
| Einwohner                                          | 361                                                | 348                                                | 302                                                | 358                                                | 312                                                | 282                                                | 304                                                | 359                                                | 379                                                | 407                                                |
| Jahr                                               | 2000                                               | 2010                                               | 2020                                               | 2030                                               | 2040                                               | 2050                                               | 2060                                               | 2070                                               | 2080                                               | 2090                                               |
| Einwohner                                          | 380                                                | 419                                                | 405                                                |                                                    |                                                    |                                                    |                                                    |                                                    |                                                    |                                                    |

## Wirtschaft und Infrastruktur

### Verkehr
Whiting ist über die Vermont State Route 73 und die Vermont State Route 30 im Norden an Cornwall und Middlebury angeschlossen, im Süden an Sudbury. Bahnanschlüsse oder Flughäfen fehlen in der Umgebung.

### Öffentliche Einrichtungen
Der Ort verfügt, neben den üblichen städtischen Einrichtungen und der Grundschule, über keine öffentlichen Einrichtungen. Die nächstgelegenen Krankenhäuser sind das Porter Medical Center in Middlebury und das Moses-Ludington Hospital in Ticonderoga. 

### Bildung
Whiting gehört mit Brandon, Chittenden, Goshen, Leicester, Mendon, Pittsford und Sudbury zur Rutland Northeast Supervisory Union.
In Whiting ist eine sechszügige Grundschule, die Whiting Elementary School, angesiedelt. Für weiterführende Schulen müssen die umliegenden Gemeinden, insbesondere Middlebury, angefahren werden.
Die Whiting Free Library befindet sich an der North Street in Whiting.

## Persönlichkeiten

### Söhne und Töchter der Stadt
- Asher P. Nichols (1815–1880), Politiker, New York State Comptroller
- Philetus Sawyer (1816–1900), Politiker, Abgeordneter in beiden Kammern des Kongresses der Vereinigten Staaten